# Camp du Valdahon
 (janvier 2019).
Si vous disposez d'ouvrages ou d'articles de référence ou si vous connaissez des sites web de qualité traitant du thème abordé ici, merci de compléter l'article en donnant les références utiles à sa vérifiabilité et en les liant à la section « Notes et références ».
Le camp du Valdahon est un camp militaire national français situé à Valdahon dans le département du Doubs, en région Bourgogne-Franche-Comté, créé en 1905. En 1978, Valdahon devient un camp de régiment et non plus seulement de manœuvres. 
En 2025, le camp abrite le 13e régiment du génie ainsi que le 7e groupement d'instruction blindé. 
Ce camp de 3 500 ha est spécialisé dans l'instruction collective des unités élémentaires (compagnies, escadrons, batteries) avec, en priorité, l'utilisation des mortiers et du génie.

## Description
Le camp du Valdahon était[Quand ?] un des lieux où se déroulait la préparation militaire supérieure (PMS) des candidats aspirants pour l'armée de terre, avec le camp de La Courtine en Corrèze.

## Histoire
C'est pour permettre aux troupes de la 7e région militaire créée en 1873 et siégeant à Besançon de s’entraîner au tir qu'il est décidé de créer un camp de manœuvres. La commune du Valdahon, étendue sur un vaste terrain boisé et légèrement vallonné se prête aux manœuvres d’infanterie, d’artillerie et du génie.
C’est en 1905, avec l’accord du maire Adelphe Daudey que la commune accueille l’implantation d’un camp militaire. En 1906, la superficie du camp passe à 2 584 hectares. La construction des baraquements ainsi que d’une infirmerie commence. Plus de 70 édifices sont construits : mess, bureaux, cantines, écuries, granges. En parallèle, un camp de toile est installé dans le quartier. Le camp peut désormais recevoir 5 000 hommes.
Il est inauguré en 1907.